# Enrique Berruga Filloy
Enrique Berruga Filloy es un diplomático mexicano, fue embajador de México ante Naciones Unidas de 2003 a 2007.
Diplomático de carrera desde 1984, fue el embajador de México en Costa Rica de 1997 a 1999 y ha ocupado los cargos de Subsecretario de Relaciones Exteriores de 2000 a 2003, y Jefe de Asesores del Canciller la Secretaría de Relaciones Exteriores en 1993 y de 1994 a 1997.
Berruga es licenciado en Relaciones Internacionales por El Colegio de México, maestro en Economía Internacional y Teoría de Política Internacional por la School of Advanced International Studies (SAIS) de la Universidad Johns Hopkins en Washington D. C. Ha sido además profesor de política exterior mexicana, política exterior americana y Teoría de Política Internacional en el Instituto Tecnológico Autónomo de México. Es autor de varios trabajos relacionados con la política exterior y la economía internacional.
Actualmente es Director General Ejecutivo en The Aspen Institute México,y en el sector privado y filantrópico ha sido Vicepresidente de Relaciones corporativas y comunicación de Grupo Modelo, Vicepresidente de Grupo Orlegi Deportes  y Vicepresidente de la Fundación Mexicans & Americans Thinking Together, Articulista del diario El Universal. Entre 2011 y 2012 fue Presidente del Consejo Mexicano de Asuntos Internacionales (COMEXI). 
Como académico ha sido profesor de Política exterior mexicana, de Política exterior de Estados Unidos y Teoría política internacional en el Instituto Tecnológico Autónomo de México (ITAM).
En su faceta literaria ha publicado seis novelas: "El Martes del Silencio", "Propiedad Ajena" (llevada al cine), "La Eternidad no tiene Futuro" (traducida al árabe), "El American Dream", "El Cazador de Secretos" y "Destino:Los Pinos" en coautoría con Mario Melgar. 